# 施氏菌属
施氏菌属為月形单孢菌目月形单孢菌科的一属革兰氏阴性的弯杆菌。分离于牛的瘤胃。此属的模式种也是唯一种为食琥珀酸施氏菌(Schwartzia succinivorans)。

## 下属物种
- 食琥珀酸施氏菌 Schwartzia succinivorans van Gylswyk et al. 1997